# عملیات نظامی ۲۰۲۵ اسرائیل در کرانه باختری
در ۲۱ ژانویه ۲۰۲۵، نیروهای دفاعی اسرائیل یک حمله بزرگ به کرانه باختری انجام دادند. عملیات اسرائیل با عنوان «دیوار آهنین»، گردان‌های جنین، یک شبه نظامی محلی فلسطینی را هدف قرار می‌دهد و انتظار می‌رود چند روز طول بکشد. ارتش اسرائیل اعلام کرد که هدف از این عملیات حفظ «آزادی عمل» خود در کرانه باختری، خنثی کردن زیرساخت‌های شبه نظامیان، و از بین بردن تهدیدات قریب‌الوقوع است. تمرکز نظامی به کرانه باختری و دور از نوار غزه، جایی که آتش‌بسی که جنگ اسرائیل و حماس را متوقف کرد در ۱۹ ژانویه ۲۰۲۵ اجرا شد.
بنیامین نتانیاهو، نخست‌وزیر اسرائیل، با اشاره به حمایت ایران از شبه نظامیان کرانه باختری، گفت که این عملیات اقدامی علیه «محور ایران» است و وزیر دارایی راست افراطی اسرائیل بتسالل اسموتریچ گفت که این نشان دهنده شروع کمپین برای حفاظت از شهرک‌های اسرائیلی است. یسرائیل کاتز، وزیر دفاع اسرائیل گفت که این نشان دهنده تغییر در طرح امنیتی ارتش اسرائیل در کرانه باختری است و «اولین درس از روش حملات مکرر در غزه است».
نیروهای تشکیلات خودگردان فلسطین که عملیات خود را در جنین انجام می‌دادند، با شروع حمله ارتش اسرائیل به شهر، از مواضع خود عقب‌نشینی کردند. ارتش اسرائیل احتمالاً احساس می‌کرد که اقدامات تشکیلات خودگردان علیه شبه‌نظامیان ناکافی است و تصمیم گرفت تا تهاجم خود را آغاز کند. با این وجود، بنا بر گزارش‌ها، نیروهای خودگردان روز بعد برای شرکت در حمله، در همکاری بی‌سابقه‌ای با ارتش اسرائیل، به جنین بازگشتند.

## نگارخانه

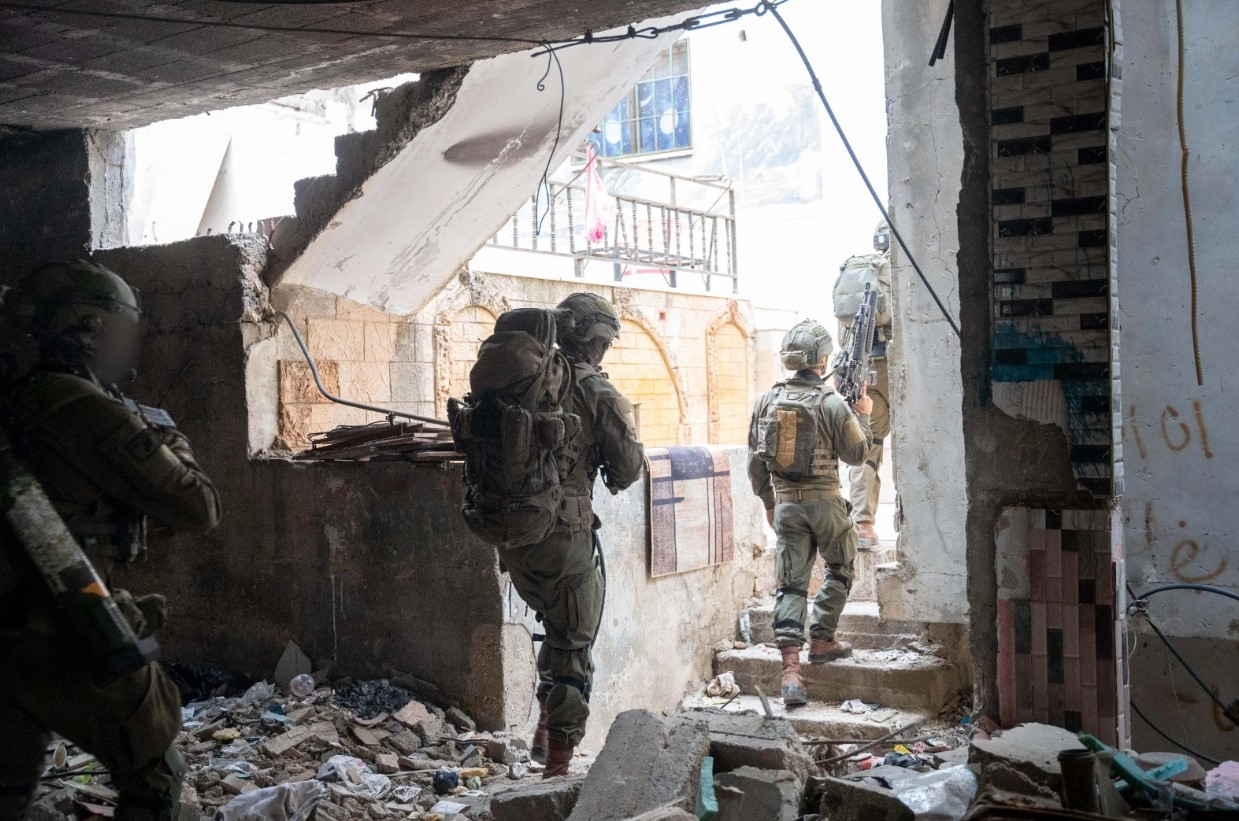

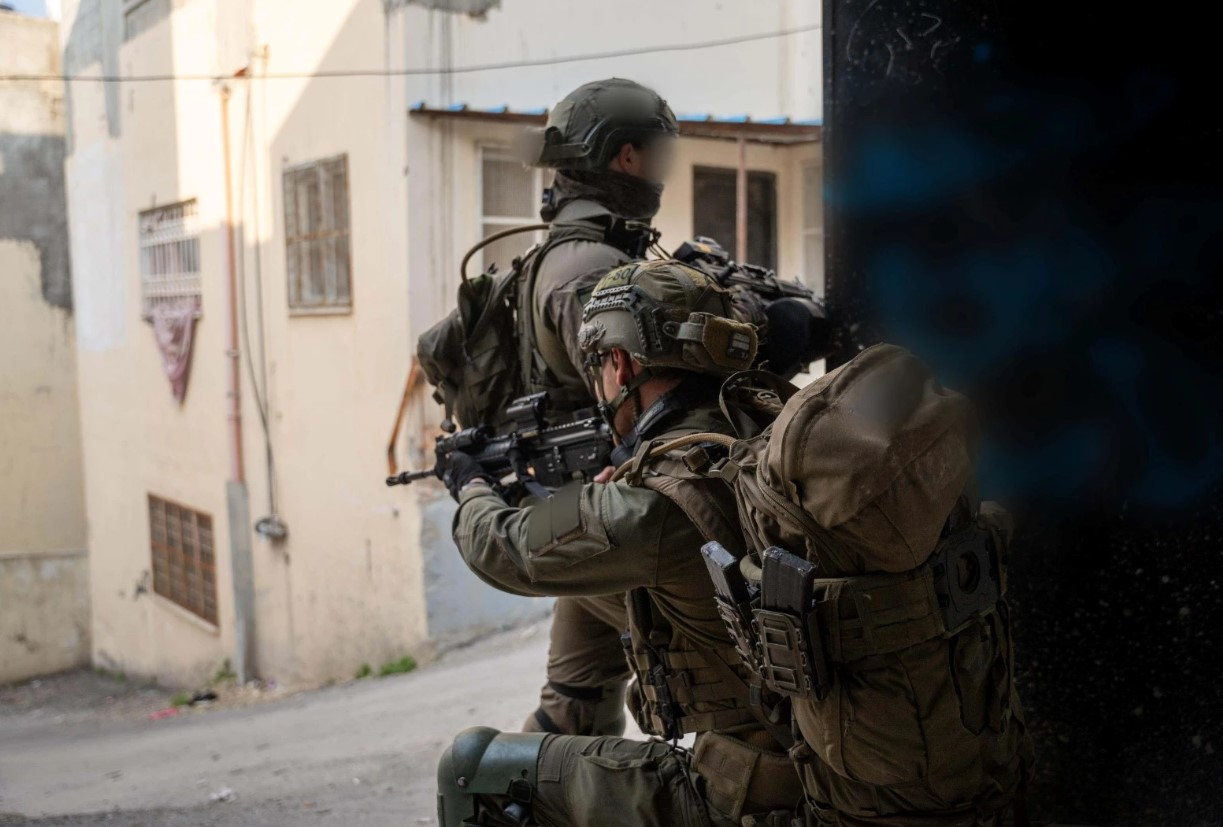

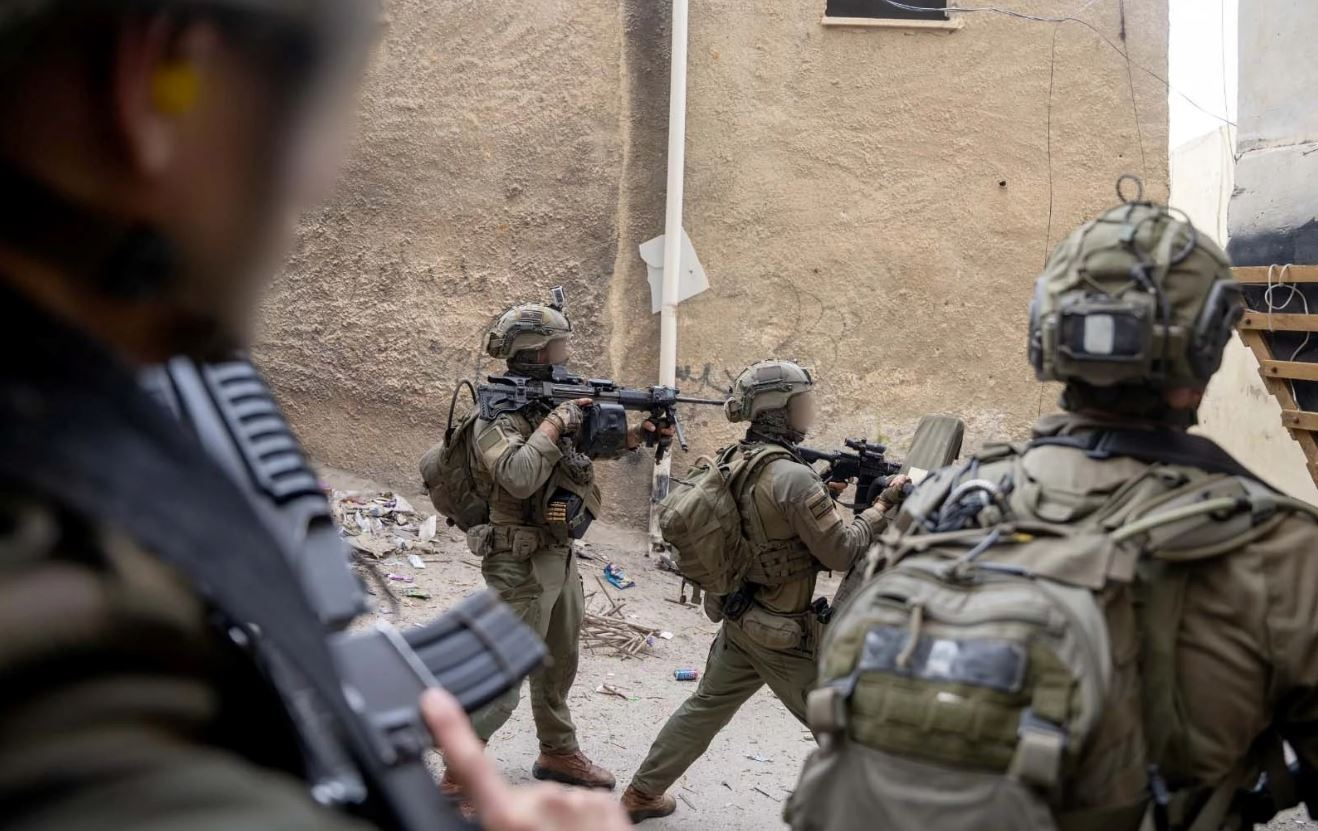

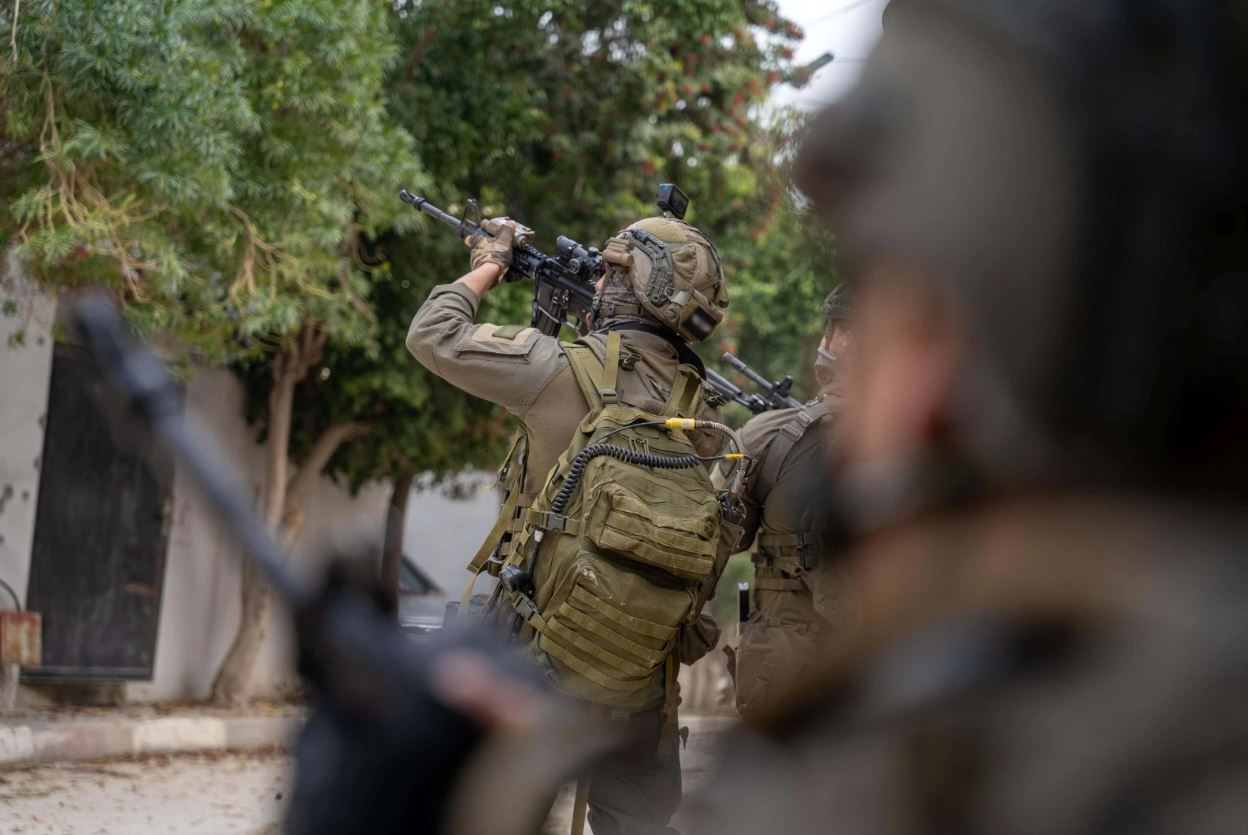

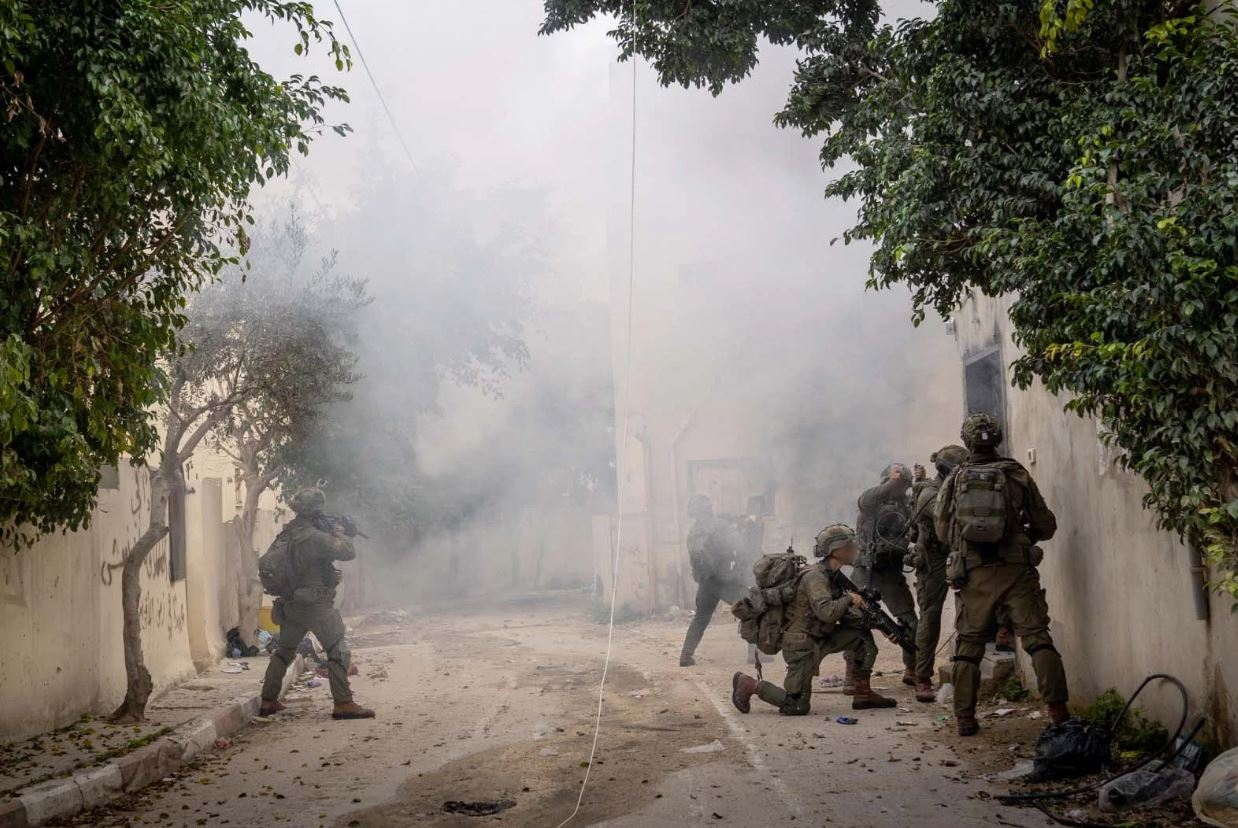

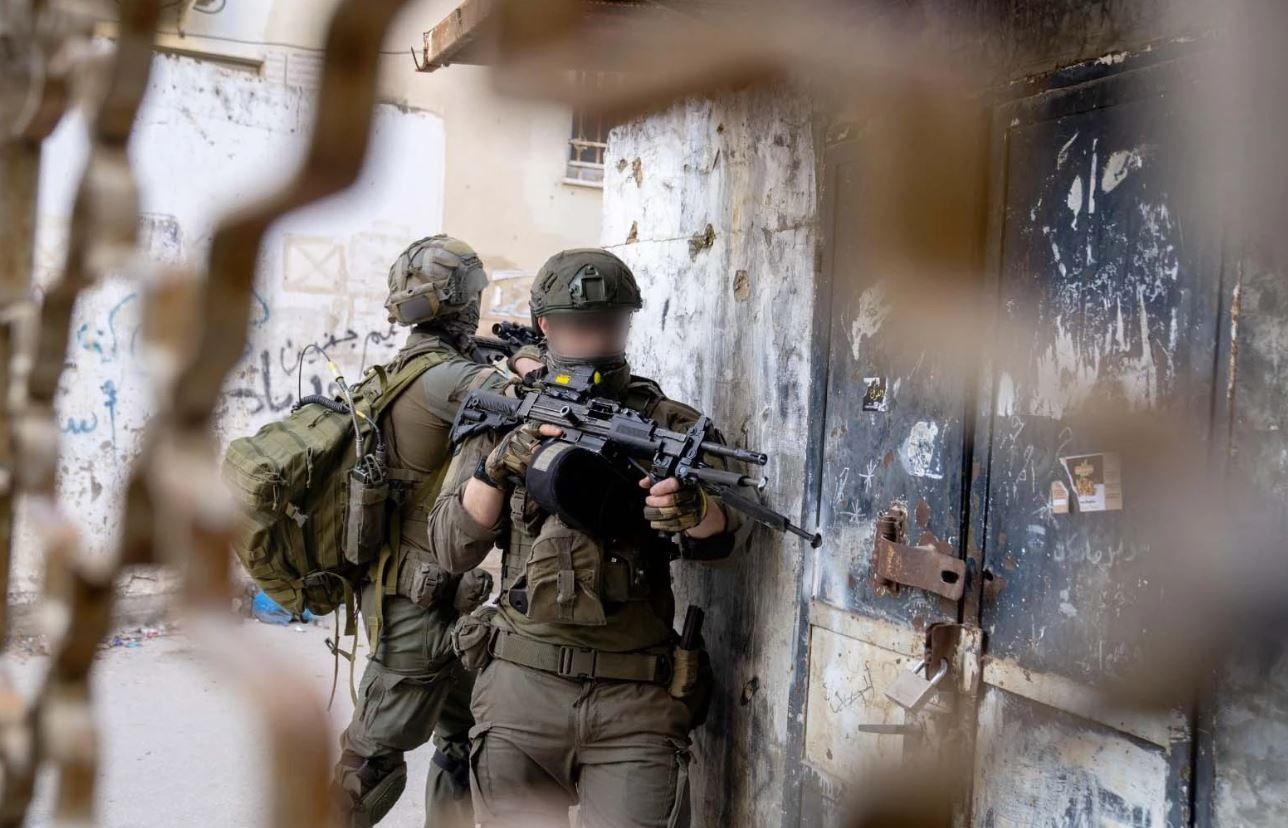

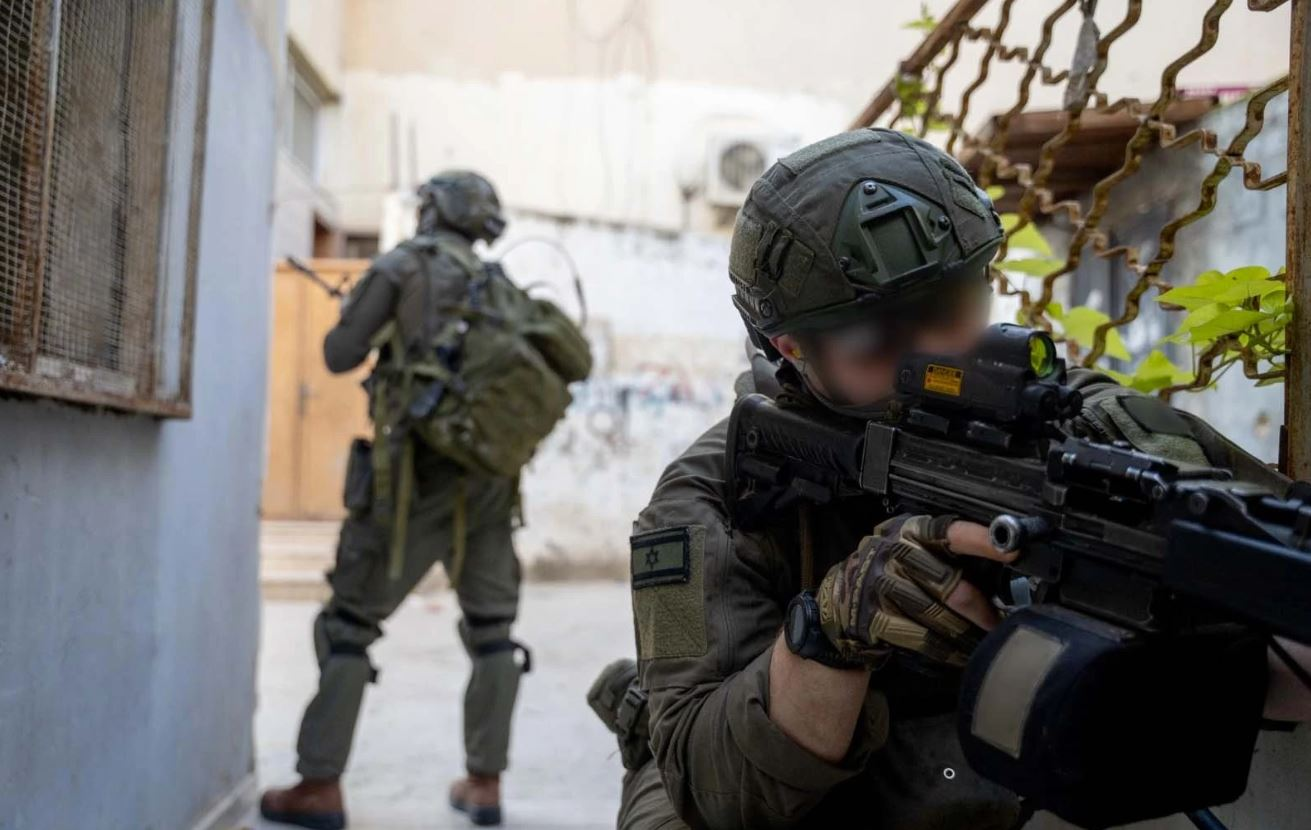

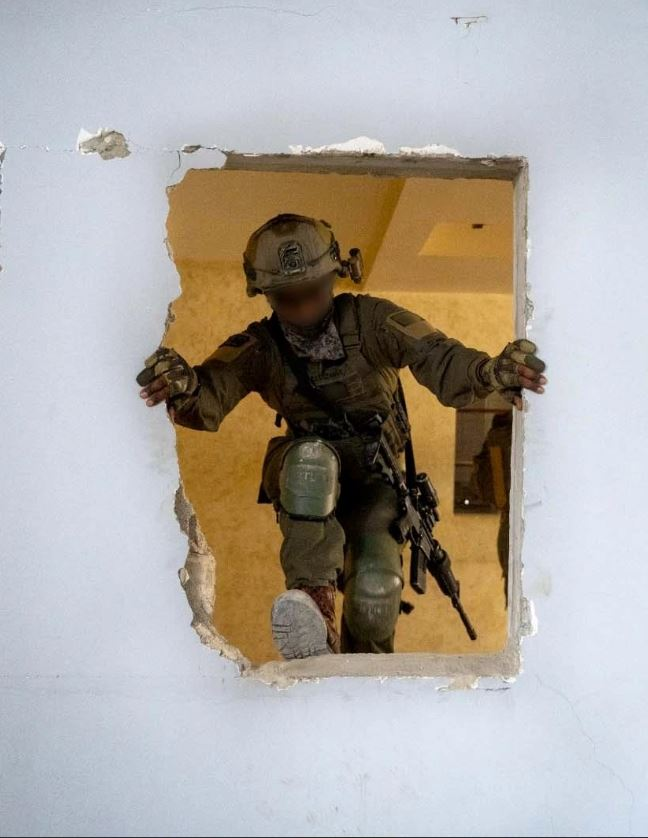